# Unione Sportiva Bagnolese 1935-1936
Questa pagina raccoglie i dati riguardanti l'Unione Sportiva Bagnolese nelle competizioni ufficiali della stagione 1935-1936.

## Divise
| Casa | Trasferta |

## Rosa
| N. |                   | Ruolo | Calciatore      |
| -- | ----------------- | ----- | --------------- |
|    | Italia (bandiera) |       | Alberghini      |
|    | Italia (bandiera) | D     | Matteo Apicella |
|    | Italia (bandiera) | P     | Auricchio       |
|    | Italia (bandiera) |       | Benatti         |
|    | Italia (bandiera) |       | De Julio        |
|    | Italia (bandiera) |       | Furlani         |
|    | Italia (bandiera) |       | Granato         |

| N. |                   | Ruolo | Calciatore  |
| -- | ----------------- | ----- | ----------- |
|    | Italia (bandiera) | P     | Marietti    |
|    | Italia (bandiera) |       | Marra       |
|    | Italia (bandiera) |       | Paccagnella |
|    | Italia (bandiera) |       | Paone       |
|    | Italia (bandiera) |       | Piccolo II  |
|    | Italia (bandiera) |       | Sacchi II   |
|    | Italia (bandiera) |       | Sbriglia    |

## Risultati

### Serie C

#### Girone D

##### Girone di andata
| Catanzaro 22 settembre 1935 1ª giornata | Catanzarese | 3 – 0 | Bagnolese |  |

| Napoli 29 settembre 1935 2ª giornata | Bagnolese | 2 – 1 | Le Signe | Campo dell'Ilva |

| Arbitro: | Cenci |

|                       |           |  |
| Marcora ?’, ?’ (rig.) | Marcatori |  |

| Napoli 13 ottobre 1935 4ª giornata | Bagnolese | 3 – 3 | Civitavecchiese | Campo dell'Ilva |

| 20 ottobre 1935 5ª giornata |  | – Turno di riposo |  |  |

| Napoli 3 novembre 1935 6ª giornata | Bagnolese | 3 – 3 | Sempre Avanti | Campo dell'Ilva |

| Fermo 10 novembre 1935 7ª giornata | Fermana | 5 – 1 | Bagnolese |  |

| Napoli 17 novembre 1935 8ª giornata | Bagnolese | 1 – 1 | Salernitana | Campo dell'Ilva |

| Cosenza 22 dicembre 1935 9ª giornata | Cosenza | 0 – 3 | Bagnolese |  |

| Napoli 8 dicembre 1935 10ª giornata | Bagnolese | 1 – 1 | Littorio Benevento | Campo dell'Ilva |

| Napoli 15 dicembre 1935 11ª giornata | Bagnolese | 3 – 2 | SC Lucano | Campo dell'Ilva |

| 22 dicembre 1935 12ª giornata |  | – Turno di riposo |  |  |

| Napoli 29 dicembre 1935 13ª giornata | Bagnolese | 1 – 1 | Nissena | Campo dell'Ilva |

| Napoli 5 gennaio 1936 14ª giornata | Bagnolese | 2 – 1 | Torre Annunziata | Campo dell'Ilva |

| Prato 12 gennaio 1936 15ª giornata | Prato | 0 – 0 | Bagnolese |  |

##### Girone di ritorno
| Napoli 26 gennaio 1936 16ª giornata | Bagnolese | 3 – 3 | Catanzarese | Campo dell'Ilva |

| Signa 2 febbraio 1936 17ª giornata | Le Signe | 7 – 0 | Bagnolese |  |

| Arbitro: | Mariotti (Roma) |

|          |           |  |
| Sbriglia | Marcatori |  |

| Arbitro: | Curradi (Firenze) |

|                            |           |              |
| Pronzati 2’ Merchiorri 86’ | Marcatori | 76’ Sbriglia |

| 23 febbraio 1936 20ª giornata |  | – Turno di riposo |  |  |

| Piombino 1 marzo 1936 21ª giornata | Sempre Avanti | 2 – 0 | Bagnolese |  |

| Napoli 8 marzo 1936 22ª giornata | Bagnolese | 3 – 0 | Faenza | Campo dell'Ilva |

| Salerno 15 marzo 1936 23ª giornata | Salernitana | 2 – 1 | Bagnolese |  |

| Napoli 22 marzo 1936 24ª giornata | Bagnolese | 2 – 0 | Cosenza | Campo dell'Ilva |

| Benevento 29 marzo 1936 25ª giornata | Littorio Benevento | 2 – 0 | Bagnolese |  |

| Potenza 12 aprile 1936 26ª giornata | Potenza | 2 – 2 | Bagnolese |  |

| 19 aprile 1936 27ª giornata |  | – Turno di riposo |  |  |

| Nissena 26 aprile 1936 28ª giornata | Nissena | 4 – 1 | Bagnolese |  |

| Torre Annunziata 3 maggio 1936 29ª giornata | Torre Annunziata | 3 – 2 | Bagnolese |  |

| Napoli 10 maggio 1936 30ª giornata | Bagnolese | 3 – 0 | Prato | Campo dell'Ilva |

### Coppa Italia
| Salerno 15 settembre 1935 Primo turno | Salernitana | 3 – 1 | Bagnolese |  |